# Villa Santa Lucia degli Abruzzi
Villa Santa Lucia degli Abruzzi település Olaszországban, Abruzzo régióban, L’Aquila megyében. Lakosainak száma 89 fő (2023. január 1.). Villa Santa Lucia degli Abruzzi Brittoli, Carpineto della Nora, Castel del Monte, Capestrano és Ofena községekkel határos.

## Népesség
A település lakossága az elmúlt években az alábbi módon változott:
| Lakosok száma | 108  | 107  | 89   |
|               | 2017 | 2018 | 2023 |